# 康皮尼
康皮尼（法語：Campigny，法語發音：[kɑ̃piɲi] ⓘ）是法国厄尔省的一个市镇，属于贝尔奈区。

## 地理
康皮尼（49°18'38"N, 0°33'14"E）面积10.74 平方千米，位于法国诺曼底大区厄尔省，该省份为法国北部内陆省份，北起滨海塞纳省，西接奧恩省和卡爾瓦多斯省，南至厄尔-卢瓦省，东临瓦兹省、瓦兹河谷省和伊夫林省。
与康皮尼接壤的市镇（或旧市镇、城区）包括：里勒河畔孔代、里勒河畔科讷维尔、图维尔-叙蓬托德梅尔、蓬托德梅尔。

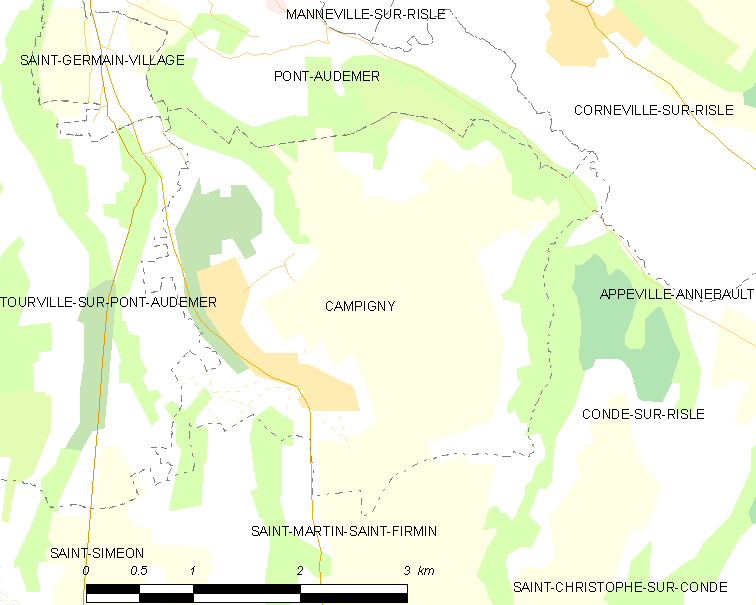
康皮尼的OSM定位图

康皮尼的时区为UTC+01:00、UTC+02:00（夏令时）。

## 行政
康皮尼的邮政编码为27500，INSEE市镇编码为27126。

## 政治
康皮尼所属的省级选区为蓬托德梅尔县。

## 人口

1962-2008年间康皮尼人口变化图示

康皮尼于2022年1月1日时的人口数量为1097人。